# Love (ft. Marriage and Divorce)
Love (ft. Marriage and Divorce) (hangul: 결혼작사 이혼작곡) é uma série de televisão sul-coreana estrelada por Sung Hoon, Lee Tae-gon, Park Joo-mi, Lee Ga-ryeong, Lee Min-young, Jeon Soo-kyeong e Jeon No-min. A primeira temporada foi ao ar na TV Chosun de 23 de janeiro a 14 de março de 2021, aos sábados e domingos às 21:00 (KST). Esta série está disponível mundialmente para streaming através da Netflix.
A segunda temporada foi ao ar na TV Chosun de 12 de junho a 8 de agosto de 2021, transmitida aos sábados e domingos às 21:00 (KST). Está disponível através da plataforma de streaming Netflix. O episódio final da segunda temporada atingiu uma audiência nacional de 16,582%, tornando-se o décimo primeiro drama de maior audiência na história da televisão a cabo coreana na época.
A terceira temporada foi ao ar na TV Chosun entre 16 de fevereiro a 1º de maio de 2022. O último episódio desta temporada registrou 10,39% de audiência na Coreia do Sul, a melhor da audiência para um episódio dessa temporada. Também está disponível para streaming na Netflix.

## Visão geral
| Temporada | Temporada | Episódios | Episódios | Originalmente exibido   | Originalmente exibido | Dados                             | Dados                        |
| Temporada | Temporada | Episódios | Episódios | Estreia da temporada    | Final da temporada    | Horário                           | Audiência média (em milhões) |
| --------- | --------- | --------- | --------- | ----------------------- | --------------------- | --------------------------------- | ---------------------------- |
|           | 1         | 16        | 16        | 23 de janeiro de 2021   | 14 de março de 2021   | Sábados e domingos às 21:00 (KST) | 1,614                        |
|           | 2         | 16        | 16        | 12 de junho de 2021     | 8 de agosto de 2021   | Sábados e domingos às 21:00 (KST) | 1,954                        |
|           | 3         | 16        | 16        | 26 de fevereiro de 2022 | 1 de maio de 2022     | Sábados e domingos às 21:00 (KST) | 1,657                        |

## Sinopse
A série conta a história de três casais, com cada casal na faixa dos 30, 40 e 50 anos de idade.

## Elenco

### Principal
- Sung Hoon (temporada 1-2), Kang Shin-hyo (temporada 3) como Pan Sa-hyeon, um advogado[9]
- Lee Tae-gon (temporada 1-2), Gee Young-san (temporada 3) como Shin Yu-shin, um psiquiatra[9]
- Park Joo-mi como Sa Pi-young, esposa de Yu-shin, produtora de um programa de rádio.
- Lee Ga-ryeong como Boo Hye-ryung, esposa de Sa-hyeon, uma apresentadora de programa de rádio.
- Lee Min-young como Song Won, uma tradutora de chinês e amante de Sa-hyeon.
- Jeon Soo-kyeong como Lee Si-eun, uma roteirista de um programa de rádio
- Jeon No-min como Park Hae-ryun, marido de Si-eun, professor do Departamento de Teatro.
- Moon Sung-ho como Seo Ban, engenheiro de um programa de rádio, colega de Pi-young, Hye-ryung e Si-eun. (temporadas 2-3; recorrente na temporada 1)[10]
- Bu Bae como Seo Dong-ma, irmão mais novo de Ban e ex-namorado de Ga-bin. (temporadas 2-3; recorrente na temporada 1)[11]
- Song Ji-in como A Mi, uma modelo e amante de Yu-shin. (temporada 2; recorrente nas temporadas 1, 3)
- Lim Hye-young como Nam Ga-bin, uma atriz de musical, colega e amante de Hae-ryun. (temporada 2; recorrente nas temporadas 1, 3)

### De apoio
- Kim Eung-soo como Pan Mun-ho, pai de Sa-hyeon
- Kim Bo-yeon (temporadas 1-2), Lee Hye-sook (temporada 3) como Kim Dong-mi, madrasta de Yu-shin[9]
- Roh Joo-hyun como Shin Gi-rim, pai de Yu-shin
- Lee Hyo-chun como Mo Seo-hyang, mãe de Pi-young (temporadas 1-2)
- Lee Jong-nam como So Ye-jeong, mãe de Sa-hyeon
- Han Jin-hee como Presidente Seo, pai de Ban e Dong-ma (temporada 3)
- Yoon Seo-hyun como Jo Woong, Decano do Hospital de Medicina Chinesa, pai biológico de A Mi. (temporadas 1-2)
- Jeon Hye-won como Park Hyang-gi, filha de Si-eun e Hae-ryun, irmã mais velha de Woo-ram.
- Im Han-bin como Park Woo-ram, filho de Si-eun e Hae-ryun
- Park Seo-kyung como Shin Ji-ah, filha de Yu-shin e Pi-young
- Shin Soo-ho como advogado Yoon, colega de Sa-hyun (temporadas 1-2)
- Bae Yoo-ri como Joon-jae, o governanta da família Pan (temporadas 1-2)

### Participações especiais
- Yoon Hae-young como Ji Su-hui, mãe de A Mi (temporadas 1-2)[12]
- Hong Ji-min como Oh Jin-a, amiga de Hae-ryun e Ga-bin (temporadas 1, 3)

#### 1ª Temporada
- Oh Seung-ah como Lee Yeon-hee, uma colega de Pi-young, Hye-ryung e Si-eun
- Shin Joo-ah como Lee Soo-jung, a esposa do namorado de Yeon-hee
- Hyun Suk como amigo de Mun-ho
- Seo Yu-ri
- April 2 (Banda)
- Park Jun-myun como Audrey

#### 2ª Temporada
- Lee Sook como Mo Seo-ri, irmã mais nova de Seo-hyang[12]
- Hong Ji-yoon como balconista de uma loja de joias de diamantes[13]
- Lim Baek-cheon como convidado em um programa de rádio apresentado por Boo Hye-ryung[14]
- Park Sang-min como ele mesmo[15]

## Produção
Cinco anos após anunciar sua aposentadoria da indústria do entretenimento, a roteirista de televisão Phoebe assinou um contrato de gestão exclusivo com a produtora Jidam Inc. no início de agosto de 2020 e afirmou que seu próximo projeto iria ao ar por volta do primeiro semestre de 2021.
Na 3ª temporada, Lee Tae-gon e Sung Hoon foram confirmados para não aparecer nesta temporada. A equipe da série disse mais tarde que a produção da terceira temporada não confirmou a escalação dos atores Sung Hoon e Lee Tae-gon e que ainda estão em negociações.
Em 29 de outubro de 2021, foi relatado que Kang Shin-hyo será escalado para o papel de Pan Seo-hyun, o papel original que Sung Hoon havia desistido e que a agência Ace Factory disse ter recebido a oferta e estava a analisando. Mais tarde, em 30 de outubro de 2021, foi relatado que Kwon Hyuk-jong se juntará ao elenco no papel de Shin Yu-shin, anteriormente interpretado por Lee Tae-gon, que se retirou da série.
Em 25 de janeiro de 2022, a transmissão da 3ª temporada foi confirmada para ir ao ar em 26 de fevereiro de 2022. Em 18 de março de 2022, foi divulgado que o ator Kang Shin-hyo testou positivo para COVID-19, tendo sido diagnosticado no dia 17, onde ele somente sairá de sua quarentena em 23 de março.
Em 14 de abril de 2022, foi confirmado que a atriz Song Ji-in testou positivo para COVID-19, um dia antes, em 13 de abril, e que atualmente passa por tratamento.

## Trilha sonora

### 2ª Temporada

#### Parte 1
| Lançado em 4 de junho de 2021 |                      |                             |                                         |              |         |  |
| N.º                           | Título               | Letras                      | Música                                  | Artista      | Duração |  |
| 1.                            | "Love Again"         | Choi Byeong-chang, J-Season | Byeongchang Choi, Hyunjun Kim, J-Season | Hong Ji-yoon | 3:49    |  |
| 2.                            | "Love Again" (Inst.) |                             |                                         |              | 3:49    |  |

## Audiência
1ª Temporada
Uma audiência de 6,9% foi registrada em todo o país para a estreia da série, tornando-se o drama de maior audiência da TV Chosun, superando Queen: Love and War, Kingmaker: The Change of Destiny, e Grand Prince.
2ª Temporada
De acordo com a Nielsen Korea, o episódio final da segunda temporada, exibido no dia 8 de agosto de 2021, obteve uma audiência média de 16,582% em toda Coreia do Sul, a maior audiência registrada das duas temporadas, quebrando o próprio recorde de maior audiência alcançada por qualquer drama na história da TV Chosun. A segunda temporada se tornou o oitavo drama de maior audiência na história da televisão a cabo coreana na época de sua transmissão.
3ª Temporada

De acordo com a empresa Nielsen Korea, o 32º episódio, que foi ao ar em 1º de maio, registrou 10,395% de audiência em todo país. Foi a maior audiência de um episódio para a 3ª temporada.
| Temporada | Temporada | Ep. 1 | Ep. 2 | Ep. 3 | Ep. 4 | Ep. 5 | Ep. 6 | Ep. 7 | Ep. 8 | Ep. 9 | Ep. 10 | Ep. 11 | Ep. 12 | Ep. 13 | Ep. 14 | Ep. 15 | Ep. 16 | Audiência |
| --------- | --------- | ----- | ----- | ----- | ----- | ----- | ----- | ----- | ----- | ----- | ------ | ------ | ------ | ------ | ------ | ------ | ------ | --------- |
|           | 1         | 1.373 | 1.401 | 1.754 | 1.496 | 1.722 | 1.640 | 1.609 | 1.913 | 1.415 | 1.618  | 1.602  | 1.792  | 1.585  | 1.604  | 1.606  | 1.691  | 1.614     |
|           | 2         | 0.910 | 0.921 | 1.056 | 1.154 | 1.194 | 1.362 | 1.778 | 1.869 | 2.236 | 2.367  | 2.661  | 2.444  | 2.522  | 2.614  | 2.844  | 3.344  | 1.954     |
|           | 3         | 1.309 | 1.405 | 1.415 | 1.547 | 1.585 | 1.547 | 1.730 | 1.755 | 1.913 | 1.646  | 1.853  | 1.821  | 1.743  | 1.383  | 1.802  | 2.060  | 1.657     |

1ª Temporada
| Audiência média na TV (1ª temporada) | Audiência média na TV (1ª temporada) | Audiência média na TV (1ª temporada) | Audiência média na TV (1ª temporada)       | Audiência média na TV (1ª temporada)       | Audiência média na TV (1ª temporada) |
| Ep. | Parte                                | Data de transmissão original         | Parcela média de audiência (Nielsen Korea) | Parcela média de audiência (Nielsen Korea) |                                      |
| Ep. | Parte                                | Data de transmissão original         | Nacional                                   | Seul                                       |                                      |
| --- | ------------------------------------ | ------------------------------------ | ------------------------------------------ | ------------------------------------------ | ------------------------------------ |
| 1 | 1                                    | 23 de janeiro de 2021                | 5.708% (4º)                                | 5.295% (3º)                                |                                      |
| 1 | 2                                    | 23 de janeiro de 2021                | 6.864% (2º)                                | 6.771% (1º)                                |                                      |
| 2 | 1                                    | 24 de janeiro de 2021                | 5.838% (4º)                                | 5.782% (4º)                                |                                      |
| 2 | 2                                    | 24 de janeiro de 2021                | 7.178% (2º)                                | 7.095% (1º)                                |                                      |
| 3 | 1                                    | 30 de janeiro de 2021                | 7.257% (3º)                                | 6.900% (2º)                                |                                      |
| 3 | 2                                    | 30 de janeiro de 2021                | 8.899% (1º)                                | 8.719% (1º)                                |                                      |
| 4 | 1                                    | 31 de janeiro de 2021                | 6.417% (3º)                                | 6.564% (2º)                                |                                      |
| 4 | 2                                    | 31 de janeiro de 2021                | 7.582% (1º)                                | 7.756% (1º)                                |                                      |
| 5 | 1                                    | 6 de fevereiro de 2021               | 7.869% (2º)                                | 8.393% (2º)                                |                                      |
| 5 | 2                                    | 6 de fevereiro de 2021               | 9.062% (1º)                                | 9.813% (1º)                                |                                      |
| 6 | 1                                    | 7 de fevereiro de 2021               | 5.849% (4º)                                | 6.366% (4º)                                |                                      |
| 6 | 2                                    | 7 de fevereiro de 2021               | 8.138% (1º)                                | 8.348% (1º)                                |                                      |
| 7 | 1                                    | 13 de fevereiro de 2021              | 7.521% (3º)                                | 8.529% (2º)                                |                                      |
| 7 | 2                                    | 13 de fevereiro de 2021              | 8.034% (1º)                                | 8.705% (1º)                                |                                      |
| 8 | 1                                    | 14 de fevereiro de 2021              | 8.171% (3º)                                | 8.719% (2º)                                |                                      |
| 8 | 2                                    | 14 de fevereiro de 2021              | 9.656% (1º)                                | 10.021% (1º)                               |                                      |
| 9 | 1                                    | 20 de fevereiro de 2021              | 7.562% (2º)                                | 7.772% (2º)                                |                                      |
| 9 | 2                                    | 20 de fevereiro de 2021              | 7.671% (1º)                                | 7.868% (1º)                                |                                      |
| 10 | 1                                    | 21 de fevereiro de 2021              | 8.002% (2º)                                | 8.218% (2º)                                |                                      |
| 10 | 2                                    | 21 de fevereiro de 2021              | 8.664% (1º)                                | 8.475% (1º)                                |                                      |
| 11 | 1                                    | 27 de fevereiro de 2021              | 7.047% (2º)                                | 6.752% (2º)                                |                                      |
| 11 | 2                                    | 27 de fevereiro de 2021              | 8.171% (1º)                                | 8.073% (1º)                                |                                      |
| 12 | 1                                    | 28 de fevereiro de 2021              | 7.637% (2º)                                | 7.550% (2º)                                |                                      |
| 12 | 2                                    | 28 de fevereiro de 2021              | 8.656% (1º)                                | 8.487% (1º)                                |                                      |
| 13 | 1                                    | 6 de março de 2021                   | 6.516% (3º)                                | 6.527% (2º)                                |                                      |
| 13 | 2                                    | 6 de março de 2021                   | 8.288% (1º)                                | 8.271% (1º)                                |                                      |
| 14 | 1                                    | 7 de março de 2021                   | 7.573% (2º)                                | 7.654% (2º)                                |                                      |
| 14 | 2                                    | 7 de março de 2021                   | 8.328% (1º)                                | 8.365% (1º)                                |                                      |
| 15 | 1                                    | 13 de março de 2021                  | 5.708% (3º)                                | 5.380% (3º)                                |                                      |
| 15 | 2                                    | 13 de março de 2021                  | 8.434% (1º)                                | 8.486% (1º)                                |                                      |
| 16 | 1                                    | 14 de março de 2021                  | 7.130% (2º)                                | 7.763% (2º)                                |                                      |
| 16 | 2                                    | 14 de março de 2021                  | 8.751% (1º)                                | 8.979% (1º)                                |                                      |
| Média | Média                                | Média                                | 7.631%                                     | 7.762%                                     |                                      |
| - Na tabela acima, os números em azul representam a audiência mais baixa e os números em vermelho representam a audiência mais alta. - Esta série foi ao ar em um canal a cabo/TV paga que normalmente tem uma audiência relativamente menor em comparação com a TV aberta/emissoras públicas (KBS, SBS, MBC e EBS). |                                      |                                      |                                            |                                            |                                      |

2ª Temporada
| Audiência média na TV (2ª temporada) | Audiência média na TV (2ª temporada) | Audiência média na TV (2ª temporada) | Audiência média na TV (2ª temporada)       | Audiência média na TV (2ª temporada)       | Audiência média na TV (2ª temporada) |
| Ep. | Parte                                | Data de transmissão original         | Parcela média de audiência (Nielsen Korea) | Parcela média de audiência (Nielsen Korea) |                                      |
| Ep. | Parte                                | Data de transmissão original         | Nacional                                   | Seul                                       |                                      |
| --- | ------------------------------------ | ------------------------------------ | ------------------------------------------ | ------------------------------------------ | ------------------------------------ |
| 1 | 1                                    | 12 de junho de 2021                  | 4.277% (6º)                                | 3.887% (8º)                                |                                      |
| 1 | 2                                    | 12 de junho de 2021                  | 4.903% (5º)                                | 4.971% (3º)                                |                                      |
| 2 | 1                                    | 13 de junho de 2021                  | 4.409% (5º)                                | 4.532% (5º)                                |                                      |
| 2 | 2                                    | 13 de junho de 2021                  | 5.079% (3º)                                | 4.996% (4º)                                |                                      |
| 3 | 1                                    | 19 de junho de 2021                  | 5.415% (4º)                                | 5.225% (4º)                                |                                      |
| 3 | 2                                    | 19 de junho de 2021                  | 6.093% (3º)                                | 5.887% (2º)                                |                                      |
| 4 | 1                                    | 20 de junho de 2021                  | 5.893% (4º)                                | 5.964% (3º)                                |                                      |
| 4 | 2                                    | 20 de junho de 2021                  | 6.219% (2º)                                | 6.279% (2º)                                |                                      |
| 5 | 1                                    | 26 de junho de 2021                  | 5.017% (4º)                                | 5.468% (4º)                                |                                      |
| 5 | 2                                    | 26 de junho de 2021                  | 6.418% (2º)                                | 6.681% (2º)                                |                                      |
| 6 | 1                                    | 27 de junho de 2021                  | 6.525% (3º)                                | 6.640% (3º)                                |                                      |
| 6 | 2                                    | 27 de junho de 2021                  | 6.967% (2º)                                | 6.966% (2º)                                |                                      |
| 7 | 1                                    | 3 de julho de 2021                   | 7.760% (3º)                                | 7.771% (3º)                                |                                      |
| 7 | 2                                    | 3 de julho de 2021                   | 8.928%(2º)                                 | 8.616%(2º)                                 |                                      |
| 8 | 1                                    | 4 de julho de 2021                   | 8.796%(3º)                                 | 8.855%(3º)                                 |                                      |
| 8 | 2                                    | 4 de julho de 2021                   | 9.334% (2º)                                | 9.473% (1º)                                |                                      |
| 9 | 1                                    | 10 de julho de 2021                  | 8.634% (2º)                                | 8.609% (2º)                                |                                      |
| 9 | 2                                    | 10 de julho de 2021                  | 11.275% (1º)                               | 11.096% (1º)                               |                                      |
| 10 | 1                                    | 11 de julho de 2021                  | 9.339% (2º)                                | 9.244% (2º)                                |                                      |
| 10 | 2                                    | 11 de julho de 2021                  | 11.898% (1º)                               | 11.463% (1º)                               |                                      |
| 11 | 1                                    | 17 de julho de 2021                  | 10.555% (2º)                               | 10.659% (2º)                               |                                      |
| 11 | 2                                    | 17 de julho de 2021                  | 13.086% (1º)                               | 13.044% (1º)                               |                                      |
| 12 | 1                                    | 18 de julho de 2021                  | 10.688% (2º)                               | 10.698% (2º)                               |                                      |
| 12 | 2                                    | 18 de julho de 2021                  | 12.538% (1º)                               | 12.325% (1º)                               |                                      |
| 13 | 1                                    | 24 de julho de 2021                  | 10.487% (2º)                               | 10.334% (2º)                               |                                      |
| 13 | 2                                    | 24 de julho de 2021                  | 13.222% (1º)                               | 13.032% (1º)                               |                                      |
| 14 | 1                                    | 1 de agosto de 2021                  | 10.107% (2º)                               | 10.705% (2º)                               |                                      |
| 14 | 2                                    | 1 de agosto de 2021                  | 12.617% (1º)                               | 13.307% (1º)                               |                                      |
| 15 | 1                                    | 7 de agosto de 2021                  | 12.178% (2º)                               | 12.824% (2º)                               |                                      |
| 15 | 2                                    | 7 de agosto de 2021                  | 14.811% (1º)                               | 15.407% (1º)                               |                                      |
| 16 | 1                                    | 8 de agosto de 2021                  | 13.792% (2º)                               | 13.934% (2º)                               |                                      |
| 16 | 2                                    | 8 de agosto de 2021                  | 16.582%(1º)                                | 16.453%(1º)                                |                                      |
| Média | Média                                | Média                                | %                                          | %                                          |                                      |
| - Na tabela acima, os números em azul representam a audiência mais baixa e os números em vermelho representam a audiência mais alta. - Esta série foi ao ar em um canal a cabo/TV paga que normalmente tem uma audiência relativamente menor em comparação com a TV aberta/emissoras públicas (KBS, SBS, MBC e EBS). |                                      |                                      |                                            |                                            |                                      |

3ª Temporada
| Audiência média na TV (3ª temporada) | Audiência média na TV (3ª temporada) | Audiência média na TV (3ª temporada) | Audiência média na TV (3ª temporada)       | Audiência média na TV (3ª temporada)       | Audiência média na TV (3ª temporada) |
| Ep. | Parte                                | Data de transmissão original         | Parcela média de audiência (Nielsen Korea) | Parcela média de audiência (Nielsen Korea) |                                      |
| Ep. | Parte                                | Data de transmissão original         | Nacional                                   | Seul                                       |                                      |
| --- | ------------------------------------ | ------------------------------------ | ------------------------------------------ | ------------------------------------------ | ------------------------------------ |
| 1 | 1                                    | 26 de fevereiro de 2022              | 5.240% (4º)                                | 5.204% (4º)                                |                                      |
| 1 | 2                                    | 26 de fevereiro de 2022              | 6.293% (1º)                                | 5.899% (2º)                                |                                      |
| 2 | 1                                    | 27 de fevereiro de 2022              | 5.772% (3º)                                | 5.541% (3º)                                |                                      |
| 2 | 2                                    | 27 de fevereiro de 2022              | 6.733% (2º)                                | 6.418% (2º)                                |                                      |
| 3 | 1                                    | 5 de março de 2022                   | 3.674% (7º)                                | 3.763% (6º)                                |                                      |
| 3 | 2                                    | 5 de março de 2022                   | 7.150% (1º)                                | 7.008% (2º)                                |                                      |
| 4 | 1                                    | 6 de março de 2022                   | 4.533% (4º)                                | 4.659% (4º)                                |                                      |
| 4 | 2                                    | 6 de março de 2022                   | 7.501% (2º)                                | 7.757% (2º)                                |                                      |
| 5 | 1                                    | 12 de março de 2022                  | 4.327% (4º)                                | 4.600% (4º)                                |                                      |
| 5 | 2                                    | 12 de março de 2022                  | 7.812% (1º)                                | 8.041% (1º)                                |                                      |
| 6 | 1                                    | 13 de março de 2022                  | 5.526% (3º)                                | 5.368% (4º)                                |                                      |
| 6 | 2                                    | 13 de março de 2022                  | 7.880% (1º)                                | 7.794% (2º)                                |                                      |
| 7 | 1                                    | 19 de março de 2022                  | 4.503% (3º)                                | 4.853% (3º)                                |                                      |
| 7 | 2                                    | 19 de março de 2022                  | 8.444% (1º)                                | 9.182% (1º)                                |                                      |
| 8 | 1                                    | 20 de março de 2022                  | 5.575% (3º)                                | 5.412% (3º)                                |                                      |
| 8 | 2                                    | 20 de março de 2022                  | 8.468% (1º)                                | 8.168% (2º)                                |                                      |
| 9 | 1                                    | 26 de março de 2022                  | 5.525% (3º)                                | 5.575% (3º)                                |                                      |
| 9 | 2                                    | 26 de março de 2022                  | 9.159% (1º)                                | 9.463% (1º)                                |                                      |
| 10 | 1                                    | 2 de abril de 2022                   | 4.360% (4º)                                | 4.520% (3º)                                |                                      |
| 10 | 2                                    | 2 de abril de 2022                   | 8.572% (1º)                                | 8.496% (1º)                                |                                      |
| 11 | 1                                    | 9 de abril de 2022                   | 7.244% (2º)                                | 8.026% (2º)                                |                                      |
| 11 | 2                                    | 9 de abril de 2022                   | 8.985% (1º)                                | 9.614% (1º)                                |                                      |
| 12 | 1                                    | 16 de abril de 2022                  | 7.167% (2º)                                | 8.033% (2º)                                |                                      |
| 12 | 2                                    | 16 de abril de 2022                  | 8.372% (1º)                                | 9.360% (1º)                                |                                      |
| 13 | 1                                    | 23 de abril de 2022                  | 7.521% (2º)                                | 8.158% (2º)                                |                                      |
| 13 | 2                                    | 23 de abril de 2022                  | 8.929% (1º)                                | 9.479% (1º)                                |                                      |
| 14 | 1                                    | 24 de abril de 2022                  | 6.276% (2º)                                | 6.509% (2º)                                |                                      |
| 14 | 2                                    | 24 de abril de 2022                  | 7.501% (1º)                                | 7.336% (1º)                                |                                      |
| 15 | 1                                    | 30 de abril de 2022                  | 7.598% (2º)                                | 7.773% (2º)                                |                                      |
| 15 | 2                                    | 30 de abril de 2022                  | 8.949% (1º)                                | 9.229% (1º)                                |                                      |
| 16 | 1                                    | 1 de maio de 2022                    | 9.147% (2º)                                | 8.900% (2º)                                |                                      |
| 16 | 2                                    | 1 de maio de 2022                    | 10.395% (1º)                               | 10.030% (1º)                               |                                      |
| Média |                                      |                                      |                                            |                                            |                                      |
| - Na tabela acima, os números em azul representam a audiência mais baixa e os números em vermelho representam a audiência mais alta. - Esta série foi ao ar em um canal a cabo/TV paga que normalmente tem uma audiência relativamente menor em comparação com a TV aberta/emissoras públicas (KBS, SBS, MBC e EBS). |                                      |                                      |                                            |                                            |                                      |